# Національний музей Данії
Національний музей Данії (дан. Nationalmuseet) — найбільший музей музей історії та культури Данії, розташований в Копенгагені.

## Філії музею
- Фрайгедсмусет (Frihedsmuseet);
- Фріландсмусет (Frilandsmuseet);
- Крігсмусет (Krigsmuseet) → військовий музей (раніше мав назву Tøjhusmuseet);
- Орлоґсмусет (Orlogsmuseet) → данський королівський музей мореплавства;
- Музікмусет (Musikmuseet) → музей музики;
- Бреде Веерк (Brede Værk);
- Бреде Говедбіґнінґ (Brede Hovedbygning);
- Кланкенгейм (Nationalmuseets klunkehjem);
- Конґернес Йєлінґ (Kongernes Jelling);
- Фрослевлейренс (Frøslevlejrens Museum);
- Ліселунд (Liselund Slot/Liselund);
- Лілле Молле (Lille Mølle).

## Будівля Національного музею
Сучасну будівлю музею було зведено для королівської сім'ї відомим архітектором Ніколаі Ейтведом і урочисто відкрито в 1743 році. Князівський палац будували за наказом данського короля, як резиденція його сина Фредеріка V. Як резиденція експлуатувалася не довго, з 1849 року цей палац в стилі рококо став візитівкою національного музею Данії.

## Галерея

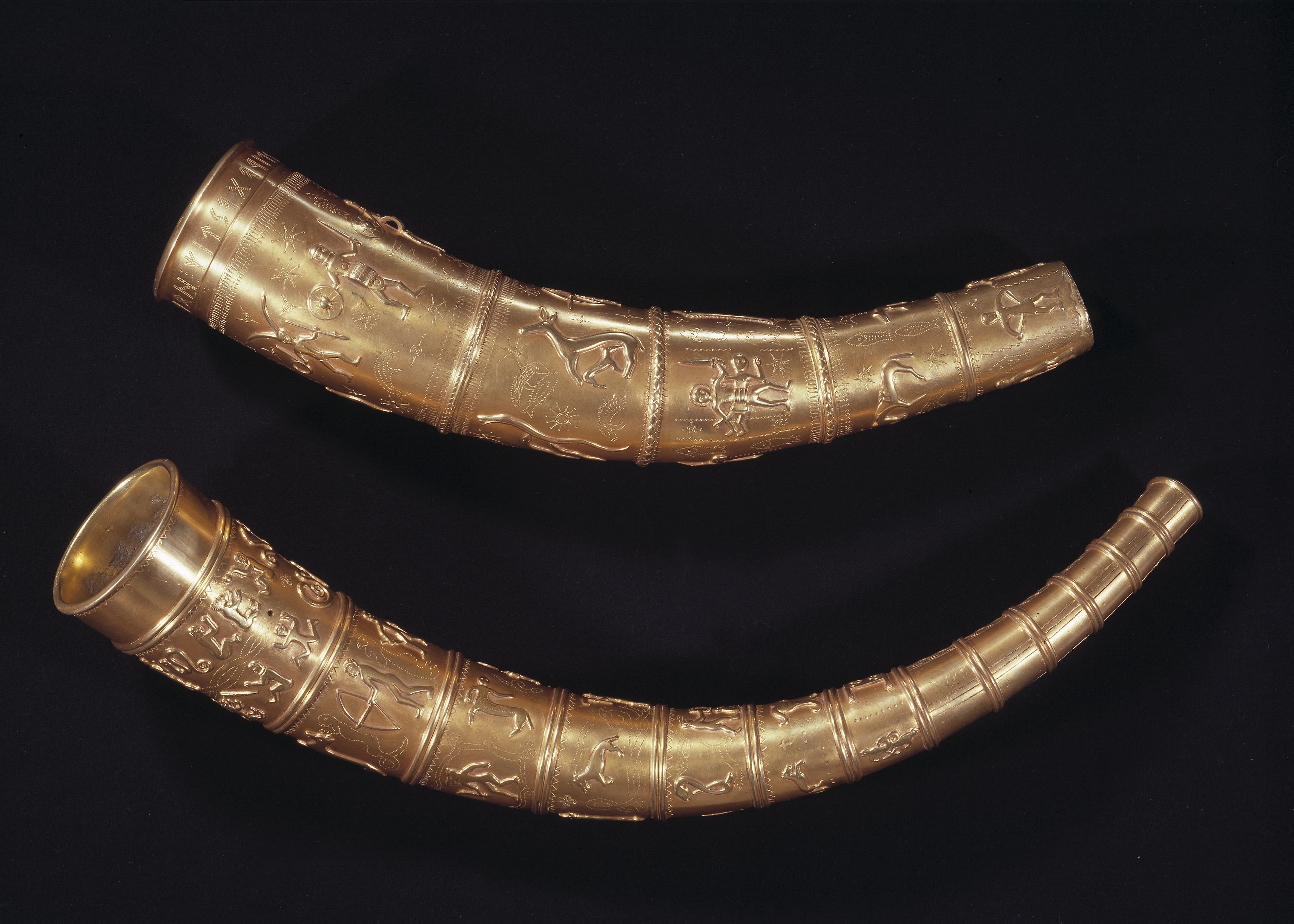
Guldhornene
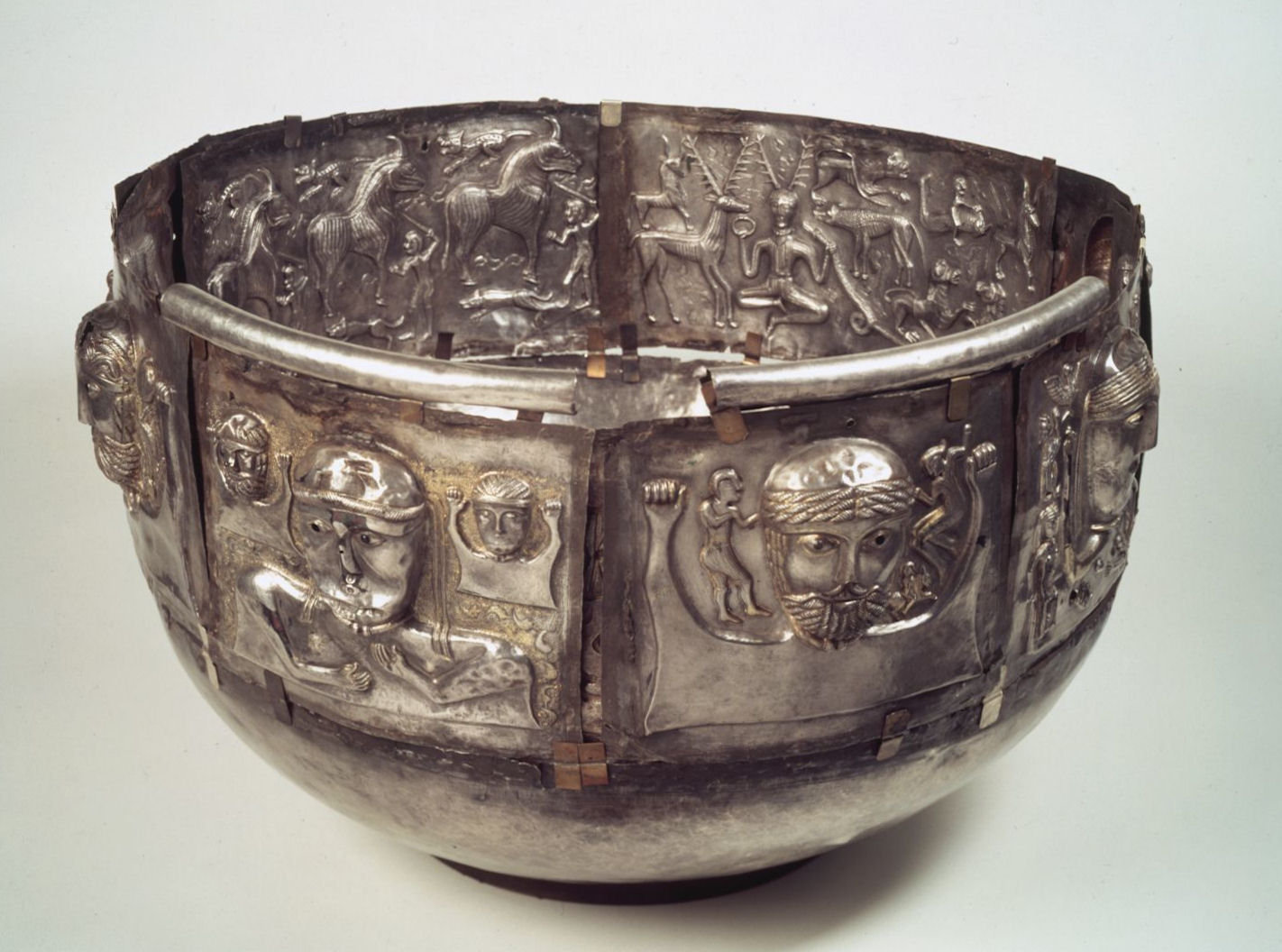
Gundestrupkarret
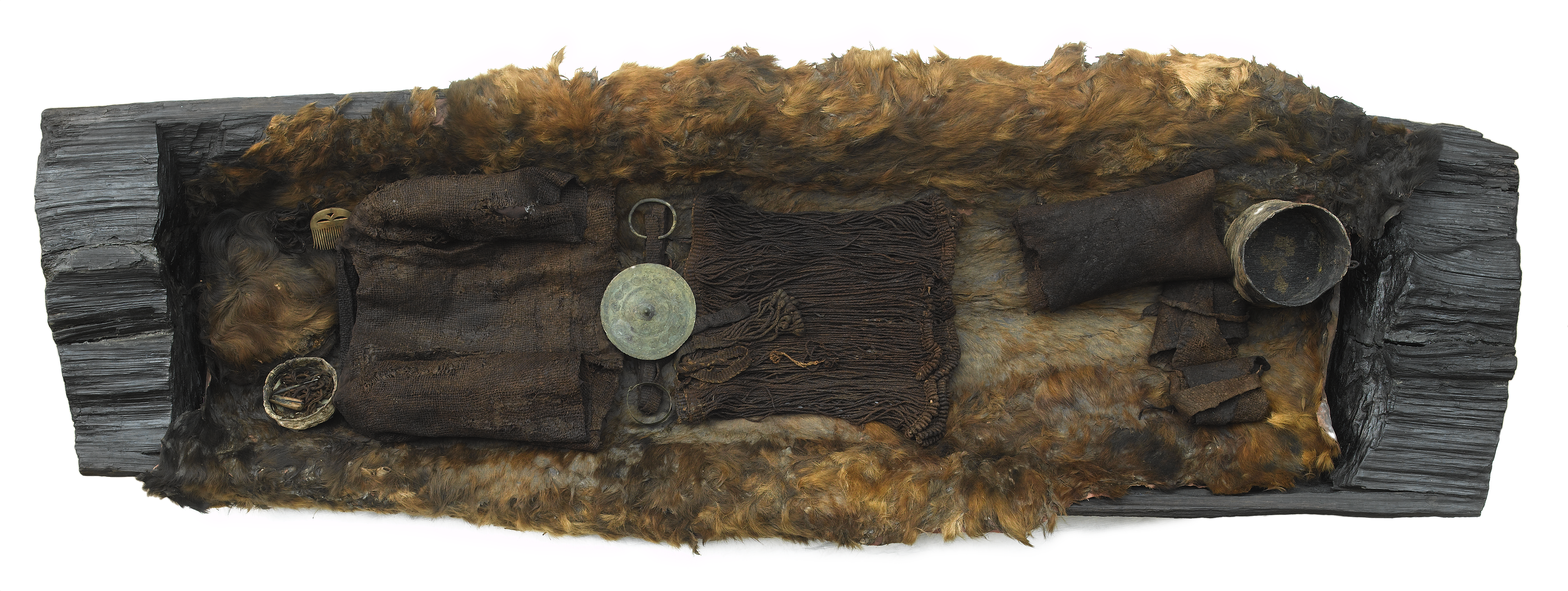
Kvindegrav fra Egtved
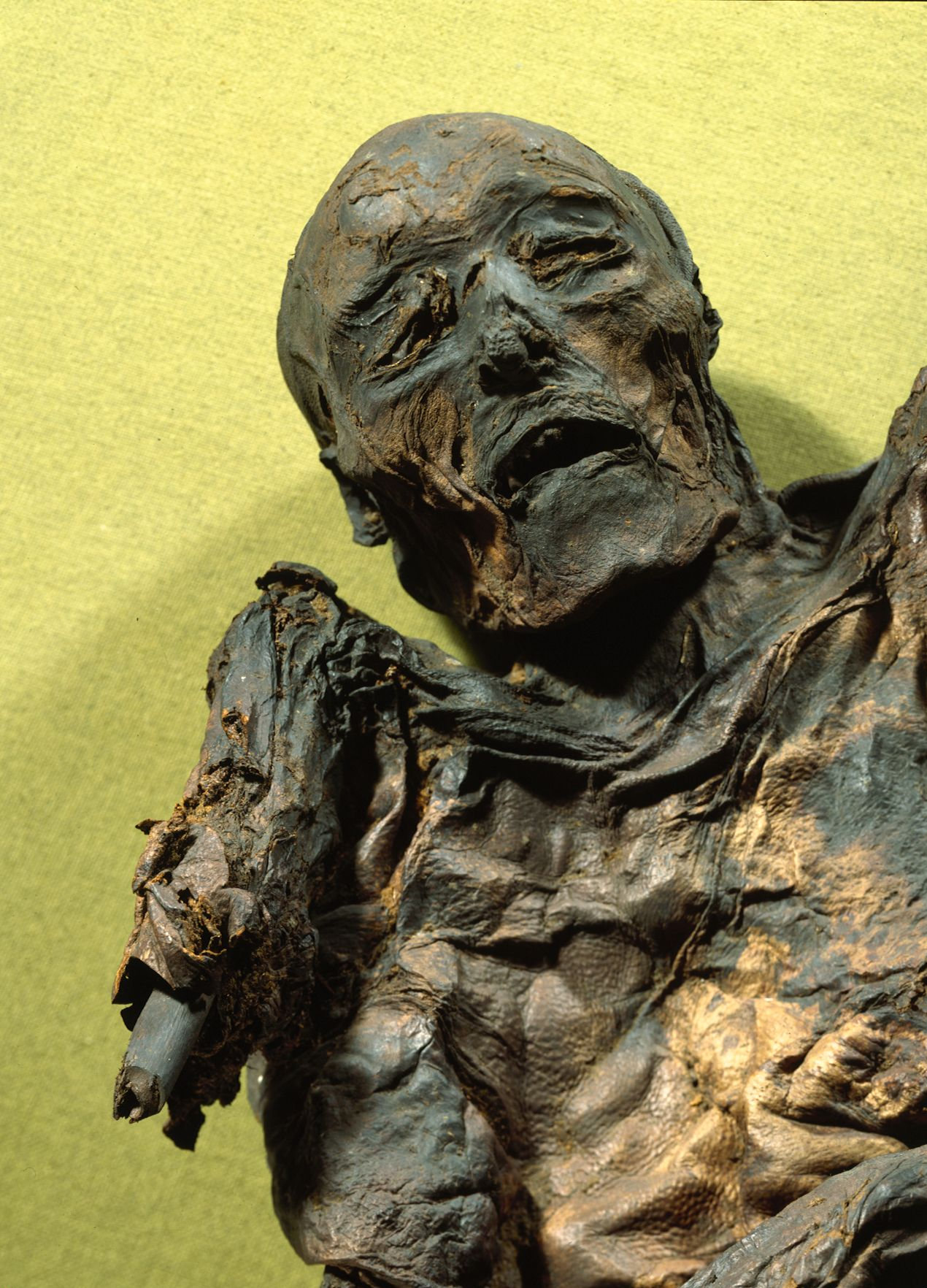
Moselig-fra-Huldremose

## Очільники музею
- 1825-1865  → Крістіан Йорґенсен Томсен (Christian Jürgensen Thomsen);
- 1866-1874  → Дж.Дж.Ей. Ворсеє (J.J.A. Worsaae);
- 1874-1892  → Крістіан Гербст (Christian Herbst);
- 1892-1921  → Софус Мюллер (Sophus Müller);
- 1922-1938  → Моріц Маскепранґ (Mouritz Mackeprang);
- 1938-1951  → Поль Нерланд (Poul Nørlund);
- 1951-1960  → Йоганнес Брендстед (Johannes Brøndsted);
- 1960-1981  → П.М.Ґлоб (P.V. Glob);
- 1981-1995  → Олаф Ольсен (Olaf Olsen);
- 1996-2001  → Стін Гвейсс (Steen Hvass);
- 2002-2008  → Карстен Ларсен (Carsten U. Larsen);
- 2008  → Пер Крістіан Мадсен (Per Kristian Madsen)